# Zastava M91
Zastava M91 je vojaška polavtomatska ostrostrelna puška, ki jo je razvilo in proizvedlo Srbsko podjetje Zastava oružje.

## Zgodovina
Proizvajalec Zastava Arms na svojih spletnih straneh trdi, da je M91 razvit po dolgem in pazljivem preučevanju vojaške taktike in izkušenj vojaških in policijskih specialnih enot v svetu, ter da je bil njegov razvoj pod nadzorom in bližnjim sodelovanjem nekaterih od najbolj izkušenih specialnih in protiterorističnih enot. Vseeno, ostrostrelna puška z njenim izgledom in dizajnom močno spominja na rusko ostrostrelno puško SVD Dragunov, ki je bil predstavljen leta 1963 in se je uporabljal v vseh državah Varšavskega pakta.
Trenutno v Srbiji poteka modernizacija srbske vojske, ki se je načrtno začela konec 90-ih let pod nazivom Model 21. Program obsega nadgradnjo opreme v 26-tih različnih kategorijah. Tako bo obstoječa Zastava M91 uporabljala doma razvito strelivo kalibra 7.62x54mm R. Ta zahteva izhaja iz odločitve, da se iz uporabe vzame strelivo kalibra 8x57mm IS, ki ga uporablja Zastava M76 in strojnica Zastava M53.

## Podrobnosti izdelave
M91 je polavtomatska, zračno hlajena-ostrostrelna puška s fiksnim kopitom in nabojnikom kapacitete 10 nabojev. V osnovi je podobna ruski ostrostrelni puški SVD Dragunov. Zastava M91, kot njena predhodnica Zastava M76, temelji na podaljšani različici AK-47, vendar je z nekaj zamenjavami bolj podobna SVD-ju. Kot ruski Dragunov, je tudi kopito na M91 izdelano iz sintetičnega polimera, prav tako pa obe puški uporabljata strelivo istega kalibra (7.62×54mmR). Strelivo kalibra 7.62×54mmR je primerno za večje razdalje in je zamenjalo strelivo kalibra 8×57mm IS v Srbski vojski. 
Profil cevi je zaradi varčevanja pri teži zelo tanek in se zaključi z utorjenim kompenzatorjem ognja. Notranjost risane cevi je obdelana s kromom za povečano odpornost na korozijo in ima 4 desno-sučne žlebe s korakom 240 mm. 
V glavnem je zasnova omejevalca ognja, nabojnika, poenostavljenega merka tipa PSO, polimernega kopita kot modificiranega zaklepa in spodnjega sprejemnika močno podobna puški Dragunov. 
Stranska montaža na levi strani sprejemnika je kompatibilna z različnimi tipi optičnih namerilcev in nočnih optik. Standardna dnevna optika za M91 je Zrak ON 6 x 42. Za pogoje nizke vidljivosti pa se lahko na puško namesti nočni namerilec PN 5 x 80. Optični namerilec se lahko odstrani in namesti brez izgube nastrelitve.
Puška se prav tako ponaša z rezervnimi kovinskimi merki z zadnjim merkom, ki se lahko nastavi za streljanje na razdalje od 100 pa do 1000m. Ti se lahko uporabijo v primeru, ko se optični merki poškodujejo.

## Učinkovitost
Najboljši rezultati Zastave M91 so vidni na razdaljah do 800 metrov. Maksimalna oddaljenost, ki se lahko doseže z uporabo optike in kovinskega merka je 1000 metrov. Za tarče višine 30cm (silhueta glave) je efektivni domet 320 metrov, za tarče višine 50 cm (silhueta prsi) 450 metrov, za tarče višine 150cm (pomična silhueta) pa 650 metrov.

## Uporabniki
- Srbija[6]

## Poglejte tudi
- Ostrostrelna puška Dragunova
- Družina AK
- Zastava M76
- Zastava oružje

## Zunanji linki
- Spletna stran Zastava Arms
- Zastava M91